# Jason Robards Sr.
Pour les articles homonymes, voir Robards.
Jason (Nelson) Robards Sr., né le 31 décembre 1892 à Hillsdale (Michigan) et mort le 4 avril 1963 à Los Angeles (quartier de Sherman Oaks, Californie), est un acteur américain.
Souvent crédité Jason Robards, il est quelquefois confondu avec son fils, l'acteur Jason Nelson Robards Jr. (1922-2000, connu également comme Jason Robards). Il est donc le grand-père de Sam Robards (né en 1961), lui aussi acteur.

## Biographie
Au cinéma, Jason Robards Sr. contribue à deux-cent douze films américains (y compris dans des petits rôles non crédités), dont une quinzaine muets, entre 1921 et 1950, avant deux ultimes sortis en 1958 et 1961.
Ses deux premiers films (1921) sont The Gilded Lily de Robert Z. Leonard (avec Mae Murray) et The Land of Hope d'Edward H. Griffith (avec Alice Brady) ; le dernier est Amour sauvage de Philip Dunne (1961, avec Elvis Presley et Hope Lange).
Dans l'intervalle, il contribue notamment à Abraham Lincoln de D.W. Griffith (1930, avec Walter Huston dans le rôle-titre), La Course de Broadway Bill de Frank Capra (1934, avec Warner Baxter, Walter Connolly et Myrna Loy), ou encore L'Île des morts de Mark Robson (1945, avec Boris Karloff et Ellen Drew).
À la télévision, Jason Robards Sr. apparaît dans quatorze séries (plusieurs, comme au cinéma, dans le domaine du western) entre 1958 et 1963, dont Sugarfoot (deux épisodes, 1958-1960) et La Grande Caravane (un épisode, 1961).
Au théâtre, il joue à Broadway (New York) dans trois pièces, les deux premières au début des années 1920. La dernière est The Disenchanted, représentée de décembre 1958 à mai 1959, aux côtés de son fils et de Rosemary Harris.

## Filmographie partielle

### Au cinéma
- 1921 : The Gilded Lily de Robert Z. Leonard
- 1921 : The Land of Hope d'Edward H. Griffith
- 1925 : Stella Maris de Charles Brabin
- 1926 : Une riche veuve (Footloose Widows) de Roy Del Ruth
- 1926 : The Third Degree de Michael Curtiz
- 1926 : The Cohens and Kellys de Harry A. Pollard
- 1927 : The Heart of Maryland de Lloyd Bacon
- 1927 : Hills of Kentucky de Howard Bretherton
- 1927 : Irish Hearts de Byron Haskin
- 1927 : Jaws of Steel de Ray Enright
- 1927 : Polly of the Movies de Scott Pembroke
- 1927 : Streets of Shanghai de Louis J. Gasnier
- 1927 : Tracked by the Police de Ray Enright
- 1927 : L'Enfer noir (White Flannels) de Lloyd Bacon
- 1928 : En cour d'assises (On Trial) d'Archie Mayo
- 1929 : Trial Marriage d'Erle C. Kenton
- 1929 : Le Mirage de Paris (Paris) de Clarence G. Badger
- 1929 : The Gamblers de Michael Curtiz
- 1929 : The Flying Marine d'Albert S. Rogell
- 1929 : L'Île des navires perdus (The Isle of Lost Ships) d'Irvin Willat

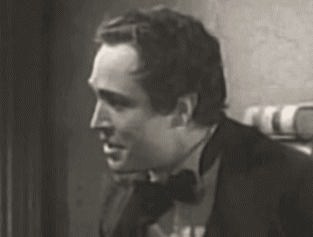
Dans Abraham Lincoln (1930)

- 1930 : The Last Dance de Scott Pembroke
- 1930 : Abraham Lincoln de D.W. Griffith
- 1930 : Lightnin' de Henry King
- 1931 : Charlie Chan Carries On de Hamilton MacFadden
- 1931 : Subway Express de Fred C. Newmeyer
- 1931 : Salvation Nell de James Cruze
- 1931 : Ex Bad Boy de Vin Moore
- 1931 : Caught Plastered de William A. Seiter
- 1931 : Trapped (en)  de Bruce M. Mitchell
- 1931 : The Law of the Tong (en) de Lewis D. Collins
- 1932 : Discarded Lovers de Fred C. Newmeyer
- 1932 : L'Aigle blanc (White Eagle) de Lambert Hillyer
- 1932 : Docks of San Francisco de George B. Seitz
- 1932 : Unholy Love de Albert Ray
- 1932 : Klondike de Phil Rosen
- 1932 : Slightly Married de Richard Thorpe
- 1932 : Je ne suis pas un lâche (Pride of the Legion) de Ford Beebe
- 1932 : Les Conquérants (The Conquerors) de William A. Wellman
- 1932 : A Strange Adventure de Phil Whitman
- 1933 : Amour et Sténographie (Public Stenographer) de Lewis D. Collins
- 1933 : Damaged Lives d'Edgar G. Ulmer
- 1933 : Corruption de Charles E. Roberts
- 1933 : Dance Hall Hostess de B. Reeves Eason
- 1933 : The Devil's Mate (en) de Phil Rosen
- 1933 : Le Bateau des fugitifs (Ship of Wanted Men) de Lewis D. Collins
- 1933 : Une nuit seulement (Only Yesterday) de John M. Stahl
- 1933 : L'Amour guide (The Way to Love) de Norman Taurog
- 1933 : Carnival Lady de Howard Higgin
- 1934 : All of Me de James Flood
- 1934 : Woman Unafraid de William J. Cowen
- 1934 : Burn'Em Up Barnes de Colbert Clark
- 1934 : La Course de Broadway Bill (Broadway Bill) de Frank Capra
- 1934 : The Woman Condemned de Dorothy Davenport
- 1934 : La Veuve joyeuse (The Merry Widow) d'Ernst Lubitsch
- 1934 : One Exciting Adventure de Ernst L. Frank
- 1934 : Take the Stand de Phil Rosen
- 1934 : Crimson Romance de David Howard
- 1934 : The President Vanishes de William Wellman
- 1935 : Vagabond Lady de Sam Taylor
- 1935 : Let'Em Have It de Sam Wood
- 1935 : Break of Hearts de Philip Moeller
- 1935 : Les Croisades (The Crusades) de Cecil B. DeMille
- 1935 : Le Cavalier miracle (The Miracle Rider) de B. Reeves Eason et Armand Schaefer (serial)
- 1935 : Les Derniers Jours de Pompéi (The Last Days of Pompeii) d'Ernest B. Schoedsack et Merian C. Cooper
- 1935 : La Joyeuse Aventure (Ladies Craves Excitement) de Nick Grinde
- 1935 : Vivre sa vie de W.S. Van Dyke
- 1935 : L'Île des rayons de la mort (The Fighting Marines) de B. Reeves Eason et Joseph Kane
- 1936 : Robin des Bois d'El Dorado (The Robin Hood of El Dorado) de William A. Wellman
- 1936 : À New York tous les deux (en) (The Luckiest Girl in the World) d'Edward Buzzell
- 1936 : San Francisco de W.S. Van Dyke
- 1936 : Laughing at Trouble de Frank R. Strayer
- 1937 : Clipped Wings de Stuart Paton
- 1937 : Sweetheart of the Navy de Duncan Mansfield
- 1937 : The Man Who Cried Wolf de Lewis R. Foster
- 1937 : The Firefly de Robert Z. Leonard
- 1938 : Les Aventures de Marco Polo (The Adventures of Marco Polo) d'Archie Mayo
- 1938 : Nurse from Brooklyn de S. Sylvan Simon
- 1938 : Sinners in Paradise de James Whale
- 1938 : Bureau du chiffre secret (Cipher Bureau) de Charles Lamont
- 1938 : Le Rayon du diable (Flight to Fame) de Charles C. Coleman
- 1938 : La Coqueluche de Paris (The Rage of Paris) d'Henry Koster
- 1938 : Woman Against Woman (en) de Robert B. Sinclair
- 1938 : Little Tough Guy de Harold Young
- 1938 : The Storm de Harold Young
- 1938 : His Exciting Night de Gus Meins
- 1939 : The Long Shot de Charles Lamont
- 1939 : Risky Business de Arthur Lubin
- 1939 : Mystery Plane de George Waggner
- 1939 : Danger Flight (en) d'Howard Bretherton
- 1939 : Man of Conquest de George Nichols Jr.
- 1939 : Stunt Pilot de George Waggner
- 1939 : I Stole a Million de Frank Tuttle
- 1939 : Bataille rangée (Range War) de Lesley Selander
- 1939 : Sky Patrol de Howard Bretherton
- 1939 : The Mad Empress de Miguel Contreras Torres
- 1940 : The Fatal Hour de William Nigh
- 1940 : I Love You Again de W.S. Van Dyke
- 1941 : Hurry, Charlie, Hurry, de Charles E. Roberts
- 1942 : La Reine de l'argent (Silver Queen) de Lloyd Bacon
- 1942 : Give Out, Sisters d'Edward F. Cline
- 1943 : Le Cavalier du Kansas (The Kansan) de George Archainbaud
- 1944 : Mademoiselle Fifi (titre original) de Robert Wise
- 1944 : Bermuda Mystery de Benjamin Stoloff
- 1945 : Johnny Angel d'Edwin L. Marin
- 1945 : L'Île des morts (Isle of the Dead) de Mark Robson
- 1945 : Un jeu de mort (A Game of Death) de Robert Wise
- 1945 : Dick Tracy de William Berke
- 1946 : The Bamboo Blonde d'Anthony Mann
- 1946 : Vacation in Reno de Leslie Goodwins
- 1946 : Bedlam de Mark Robson
- 1946 : La Ville des sans-loi (Badman's Territory) de Tim Whelan
- 1946 : Step by Step de Phil Rosen
- 1947 : Desperate d'Anthony Mann
- 1947 : Du sang sur la piste (Trail Street) de Ray Enright
- 1947 : Dick Tracy contre le gang (Dick Tracy Meets Gruesome) de John Rawlins
- 1947 : Riffraff de Ted Tetzlaff
- 1947 : Le Pic de la mort (Thunder Mountain) de Lew Landers
- 1948 : Un million clé en main (Mr. Blandings builds his Dream House) d'H.C. Potter
- 1948 : Guns of Hate de Lesley Selander
- 1948 : Far West 89 (Return of the Bad Men) de Ray Enright
- 1949 : Rimfire (en) de B. Reeves Eason
- 1949 : Impact d'Arthur Lubin
- 1950 : La Deuxième Femme (The Second Woman) de James V. Kern
- 1958 : The Notorious Mr. Monks de Joseph Kane
- 1961 : Amour sauvage (Wild in the Country) de Philip Dunne

### À la télévision (séries)
- 1958 : La Flèche brisée (Broken Arrow)
  - Saison 2, épisode 17 Bad Boy
- 1958-1960 : Sugarfoot
  - Saison 1, épisode 9 Small War at Custer Junction (1958) de Franklin Adreon
  - Saison 4, épisode 1 Shadow Catcher (1960) de Leslie Goodwins
- 1960 : Laramie
  - Saison 2, épisode 5 Ride into Darkness de Lesley Selander
- 1961 : La Grande Caravane (Wagon Train)
  - Saison 4, épisode 16 The Patience Miller Story de Mitchell Leisen

## Théâtre (à Broadway)
- 1918-1921 : Lightnin' de Winchell Smith et Frank Bacon, avec Harry Davenport, Ralph Morgan (Jason Robards Sr. en remplacement, à des dates non spécifiées) (+ rôle dans l'adaptation au cinéma de 1930 : voir filmographie ci-dessus)
- 1922-1923 : Spite Corner de Frank Craven, avec Madge Kennedy
- 1958-1959 : The Disenchanted de Budd Schulbery et Harvey Breit, avec Rosemary Harris, Jason Robards Jr.